# Rafael Rincón González
Rafael Augusto Rincón González (Maracaibo, 30 de septiembre de 1922-Maracaibo, 15 de enero de 2012) fue un músico y compositor venezolano. Compuso más de 600 canciones como “Pregones Zulianos," que fue grabada por la Royal Philharmonic Orchestra. 

## Biografía
Rincón nace en el barrio de El Saladillo de Maracaibo. A los 16 años compone su primera obra titulada Linda trigueña, y más adelante, Luis Gonzaga Carruyo le graba su primera canción Ruego.
En 1944 compone la famosa canción Pregones zulianos, que sería grabada por primera vez por Teresita Antúnez a finales de los años 50. Otras composiciones destacadas fueron José el Platanero, Soberana, Maracaibera, Maracaibo florido, Danza zuliana, Chinquita o La Bajada de la Virgen. 
En 1962 fundó y dirigió las agrupaciones gaiteras Los Tremendos de Ojeda y Los Compadres del Éxito. Dos años más tarde fundó las corales de Mene Grande, la del Liceo Raúl Cuenca, la Shell y la Coral de la Asociación de Bienestar y Cultura.
Rafael Rincón González recibió los más importantes reconocimientos a nivel regional y nacional, entre ellos el doctorado honoris causa por parte de la Universidad del Zulia. También nombrado a la Orden de San Sebastián y Diego de Losada (1997). El 23 de agosto de 1993, sus composiciones fueron declaradas patrimonio musical del Estado de Zulia.